# Guy Pardiès
Guy Pardiès (Agen, 30 agosto 1948) è un ex rugbista a 15 e allenatore di rugby a 15 francese.

## Biografia
Nativo di Agen (Lot-et-Garonne), Pardiès crebbe nella vicina Agen nella cui squadra esordì in campionato, non prima di avere vinto due titoli francesi juniores, nel 1967 e nel 1969; Nazionale francese nel 1971, sceso in campo in alcuni incontri senza titolarità di test match, vanta comunque lo status di internazionale riconosciutogli dalla Federazione.
Nel 1973, insieme a suo fratello Georges si trasferì a Villeneuve-sur-Lot e, qualche anno più tardi, fu notato e ingaggiato dal Petrarca, con cui militò nel ruolo di giocatore-allenatore a soli 28 anni: con la squadra padovana vinse lo scudetto nel campionato 1976-77 al termine di una rimonta che culminò in uno spareggio post-torneo a Udine contro il Rovigo e vinto per un solo punto (10-9).
Dopo il ritiro dall'attività agonistica continuò ad allenare a Padova, poi assunse la direzione tecnica dell'Amatori Milano, per poi passare alle giovanili dello stesso club quando alla guida della prima squadra andò il giocatore-allenatore australiano Mark Ella.
Tra le altre esperienze, figurano quelle di tecnico del Venezia Lido e, verso la fine degli anni novanta, a Roma, in contemporanea sia della Rugby Roma, che nel 1997-98 giunse fino alla semifinale-scudetto persa contro il Benetton Treviso, che della S.S. Lazio.
Passato al Rovigo nel giugno 1998, rimase con il club veneto fino al 2000; tornato per un breve periodo al Rugby Roma in gravi difficoltà finanziarie, non poté evitare la retrocessione del club e la caduta in serie A; la FIR affidò, a seguire, a Pardiès la conduzione della Nazionale Under-15.
Dal 2004 al 2007 al Sondrio, prese successivamente la guida della napoletana Partenope, incarico tenuto per 4 stagioni prima di passare al Mirano nel giugno 2011; dal 2012 è responsabile del settore Under-14 e Under-16 del club.
Dal settembre 2017 è responsabile mini rugby del Conegliano Rugby.

## Palmarès

### Giocatore
- Campionati italiani: 1
Petrarca: 1976-77

### Allenatore
- Campionati italiani: 1
Petrarca: 1976-77